# Platydesmus lineatus
Platydesmus lineatus är en mångfotingart som beskrevs av Pocock 1903. Platydesmus lineatus ingår i släktet Platydesmus och familjen Platydesmidae. Inga underarter finns listade i Catalogue of Life.